# 渡邊佐和子
渡邊 佐和子（わたなべ さわこ、1984年1月2日 - ）は、NHKのアナウンサー。

## 人物
日本女子大学附属高等学校、日本女子大学卒業後、2006年入局。

## 挿話
- 小学校から大学まで女子校という環境下で育ったという[2]。
- 初任地の熊本局時代から、福岡局の番組でテストを兼ねた代行業務をこなし、2009年春の異動で正式に福岡の一員となってからは、東京アナウンス室へ所属となった守本奈実の後任として地上デジタル放送推進大使に着任。
- 父は北里大学医学部外科学教授の渡邊昌彦（医学博士）。
- 夫は財務省キャリア官僚で、彼女の熊本放送局勤務時代に同じく熊本の税務署に赴任中だった夫と知り合ったという[3]。
- 好きな食べ物は家族の手料理、パスタ、フルーツ[1]。

## 現在の担当番組
- 新日本風土記（2024年4月 - ） - ナレーション

## 過去の担当番組
報道
- 熊本のニュース・中継等
- ニュースいちばん星（福岡）、お元気ですか日本列島

※守本奈実が『NHKニュースおはよう日本』の応援を行った関係で、2007年9月10日から2週間代行出演。
- 徹底討論 ふるさと再生スタジアム 第1回アシスタント
- ニュースウオッチ9（フィールドリポーター）（2008年9月、荒木美和の休暇に伴う代行）
- おはようサタデー九州沖縄（2009年度）
- NHKニュースおはよう福岡（2010年度、固定。柴崎行雄と隔週交替）
- おはよう日本 九州沖縄（同上）
- NHKニュースおはよう日本（2011年度）土日祝日サブキャスター
- ニュース きん5時（2022年8月5日、2024年1月12日）石橋亜紗の代理キャスター
- 関西のニュース（2018年4月　- 2024年3月）

バラエティ
- 着信御礼!ケータイ大喜利（2006年9月17日深夜、2007年3月31日深夜、2009年1月17日深夜、2011年1月1日深夜[注釈 1]）
- これこそ!わが町 元気魂（2008年1月2日夜）

※四国・九州ブロックの熊本県代表として、『球磨拳』を紹介した。
- 博多屋台 こまっちゃん

※2009年度は持ち回りで“お客さん”と当時の担当に伴う立ち会いを1回ずつ、2010年6月からは“雌猫の声”。
- 仕事学のすすめ（ナレーション）
- 歴史秘話ヒストリア（2019年4月3日 - 2021年3月17日）
- 歴史探偵（2021年3月31日 - 2024年10月16日） - 副所長（司会）

地デジ推進関連
- スポットCM「さわこのデジ・アナチェック」1分版（福岡県内向け、随時）

※ほかに地デジカだけが出ている30秒版があったが、内容はほぼ同じで、1分版ではこれに簡単な地デジの特徴解説が入る。
- アナログ放送終了のお知らせ

※2010年4月半ばから福岡県内のアナログ放送限定で随時放送開始。地デジ切り替えを呼び掛けるものと集合住宅における対応を説明するものとの2パターン（1分）、及びビル陰共聴対策に関する2分ものの3本があった。2011年は鈴木奈穂子出演の全国版に移行。
- ぐるっと8県 九州沖縄 - 福岡県域枠で、地デジ関連の告知コーナーを担当。
- 地デジ侍 再び「画面の忍者 ビル影参上!」- 2010年制作の10分番組で、地デジ侍シリーズ第2弾。ビル陰共聴問題をテーマにしており、第1弾にも登場した“アンテナ侍”（技術職員）の聞き手を務めた。
- 福岡6社局合同アナログ放送終了啓発CM「地デジバンド」2シリーズ

※ 2010年2月25日以降は一部こちらに切り替え。地デジ大使仲間では立花麻理、新垣泉子も参加。ただし、ドラムの高島宗一郎が突然KBCを退社したことでお蔵入りとなり、一時島津有理子出演の全国版を電話番号部分の差し替えにより放送していた。その後民放では高島の同期・宮本けいすけに差し替えたバージョンで再開したが、15秒ものであるためNHKでは枠処理の都合により一時放送されなかった。後に「路上ライブ」編がアヤカ・ウィルソン出演の「生物多様性」について考える「地球エコ」スポットとの組み合わせで放送。
その他
- 生放送! 教育フェア2007 きょうは丸ごとETV祭り（2007年11月3日放送）

※小田切千とともに総合司会を担当した。
- 第7回NHK福岡朗読と音楽の夕べ『サーカスの世界へようこそ』（2008年12月開催）

※守本たち福岡局のアナウンサーや当時佐賀局の原田裕和と参加。後日テレビとFMでその模様を放送。
- バンクーバーオリンピック中継 BS 1JST夜帯担当（2010年2月15日 - 19日）

※同じ福岡の三瓶宏志（現・大阪局）と担当。
- 発掘!ふくおか いま⇔むかし（福岡局開局80周年特別企画、2010年に月1回放送）
- 関連スポット「あの日、ふくおかで」ナレーション
- 南の文芸館（熊本時代朗読担当、19回以降は番組進行）
- NHK安否情報（東日本大震災に伴う）
- おひさま1週間&5分でおひさま（2011年9月、本来担当する江崎史恵の都合による代役ナレーター）
- 第44回思い出のメロディー（2012年8月18日、ラジオ実況）
- 第46回衆議院議員総選挙開票速報（2012年12月16日、ラジオ当確アナウンス）
- ワイルドライフ（ナレーション）
- 特選オーケストラ・ライブ（司会）
- クラシック音楽館（司会、2014年4月 - 2015年3月）
- 第43回 ローザンヌ国際バレエコンクール （司会、2015年5月9日）
- ホットスポット・セレクション  天空の秘境 幻の珍獣たち  ～中国  南西山岳地帯～（ナレーション・2015年7月9日）
- NHKスペシャル（語り）
  - 古代遺跡透視「プロローグ 大ピラミッド 永遠の謎に迫る」（2016年5月1日）
  - シリーズ古代遺跡透視「大ピラミッド 発見!謎の巨大空間」（2017年11月4日）
  - シリーズ 金正恩の野望 「第１集 暴君か戦略家か 禁断の実像」(2018年4月15日・ナレーション）
- ラジオニュース（不定期）
- テストの花道（司会、2011年4月 - ）
- ワイルドライフ（BSプレミアム） ナレーション
- SONGS（ナレーション、2014年4月 - ）
- 英雄たちの選択（司会、2014年4月 - 2018年5月）
- 国会中継（不定期）
- れんまん!（司会、不定期）
- 土曜スタジオパーク（司会、2017年4月1日 - 2018年3月31日）
- すてきにハンドメイド（2018年4月 - 2019年3月、2021年4月 - 2024年3月）
- 新・ルソンの壺（2018年4月 - 2020年3月）